# Gennobaud (IIIe siècle)
Pour les articles homonymes, voir Gennobaud.

Les peuples francs au IIIe siècle.
En orange, l'Empire romain ; en vert les peuples francs.

Gennobaud ou Genebaud est un roi des Francs « sur les rives de l'Océan » à la fin du IIIe siècle. Son père se nomme Marcomir de Toxandrie, né vers 220 et décédé vers 281, chef franc. Ce sont les plus anciens chefs francs connus.

## Les Francs
Les Francs sont une ligue de peuples germaniques qui se forme dans la première moitié du IIIe siècle, en réponse à la formation de la ligue des Alamans. En 241, une première incursion franque, probablement des Chattes, est repoussée par Aurélien, qui tue sept cents Francs et en capture trois cents, vendus ensuite comme esclaves,.

## Biographie
Carausius est un officier romain ménapien chargé par l'empereur de défendre la Gaule des incursions des pirates saxons et francs, mais il préfère, de connivence avec ces derniers, les laisser opérer et partager le butin. Sur le point d'être révoqué et condamné, Carausius, qui contrôle la flotte romaine, se retire en Bretagne et s'y fait proclamer empereur (286).
Maximien, nouvellement empereur, se rend en Gaule afin de réprimer la révolte, mais ne peut opérer en Bretagne sans l'appui de la flotte, dévouée à Carausius. Le 1er janvier 287, il préside les fêtes qui inaugurent son consulat, quand on l'informe d'une incursion franque qu'il repousse immédiatement. Soutenu par Carausius, devenu leur allié, les Francs avaient traversé le Rhin pour occuper l'île de Batavie et le pays de l'Escaut, terres se trouvant dans l'Empire, mais quasiment inoccupées par les Romains. Carausius contrôle déjà Portus Itius (aujourd'hui Boulogne-sur-Mer), et cette colonisation franque lui permet de contrôler trois importantes voies navigables (le Rhin, la Meuse et l'Escaut) qui permettrait à Maximien de l'envahir.
Afin de préparer la reconquête de la Bretagne, Maximien doit soumettre une de ces deux régions et s'attaque à l'embouchure du Rhin. Il y conduit ses légions, dévaste le pays et obtient rapidement la soumission des barbares qui, sous la conduite de leur roi Gennobaud, font allégeance à l'empereur, lequel leur accorde un traité de paix (fœdus), l'autorisant à rester dans les régions occupées sous domination romaine (288). Les Francs libèrent alors tous leurs prisonniers romains. Maximien y laisse cependant des soldats et des artisans afin de construire une flotte contre Carausius, mais l'expédition échoue et ce ne sera que cinq ans plus tard, en 293, que Constance Chlore occupera la Bretagne peu après l'assassinat de Carausius, et après avoir repris Portus Itius et soumis les Francs, qui étaient revenus sur leur traité,,.
On ne sait de quel peuple Gennobaud était originaire. Les premières hypothèses en font un Chamave, le peuple à l'origine de la ligue franque, puis un Bructère, car les différentes opérations militaires de Maximien se situaient en face de Cologne, où vivait alors ce peuple. Dernièrement, sur la base du terme de « roi des Francs sur les rives de l'Océan » donné par un panégyriste romain, Jean Pierre Poly a proposé d'y voir un  Chauque,.